# 샤데이
샤데이(Sade)는 1983년에 결성된 영국의 R&B · 소울 밴드로서, 밴드의 이름은 나이지리아 출신 리드 보컬 샤데이 아두의 이름을 딴 것이다. 샤데이는 R&B, 소울 뿐 아니라 재즈, 펑크와 소프트 록의 요소들을 혼합시킨 독특한 음악으로 전 세계적인 인기를 얻고 있다.
1984년 말, 데뷔 앨범 《Diamond Life》는 영국 음반 차트 2위에 오르며 플래티넘을 기록하였으며 1986년 샤데이는 그래미 신인상을 수상하였다. 미국 음반 산업 협회에 따르면 샤데이의 미국 내 음반 누계 판매량은 현재까지 약 2,350만 장이며 전 세계적으로는 약 5000만 장의 음반 판매량 기록을 보유하고 있다.

## 역사

### 1980년대
샤데이는 라틴 소울 밴드인 프라이드(Pride)의 멤버 서너명이 주축이 되어 1983년 결성되었다. 샤데이 아두가 음반 산업 관계자들의 관심을 끌어내었고 1983년 10월 18일 Portrait 레코드사와 계약하였다. 1983년 앤드루 헤일이 밴드에 가입하였고, 이듬해인 1984년, 초창기 멤버였던 폴 쿡이 탈퇴하였다.
1984년 2월 25일, 샤데이는 그들의 첫 영국 싱글 〈Your Love is King〉을 발매하였다. 싱글이 담긴 데뷔 음반 《Diamond Life》는 같은 해인 1984년 7월 28일 발매되어 영국 음반 차트 2위의 성공을 거두며 현재까지 영국 내에서 120만장이 팔렸다. 1984년 12월 8일 샤데이는 싱글 〈Hang on to Your Love〉를 발매 하면서 이듬해인 1985년 2월 23일 음반 《Diamond Life》를 발매하였다. 같은 해 샤데이는 브릿 어워즈 베스트 앨범 부문 상을 수상하였다. 세 번째 싱글인 〈Smooth Operator〉는 MTV 뮤직비디오 어워즈에서 최우수 여자 가수 비디오 부문과 최우수 신인 가수 비디오 부문에 노미네이트되었다. 같은 해인 7월 13일에는 영국 웸블리 스타디움에서 열린 "라이브 에이드" 공연에 참여하였다. 팀의 프론트 우먼 샤데이 아두는 경기장에 운집한 7,500여명의 관중과 TV 생중계를 시청중이던 세계 170개국 14억 명의 시청자들 앞에서 공연한 유일의 아프리카 태생 뮤지션이었다.
1985년 11월 16일 샤데이는 영국에서 2집 《Promise》를 발매하였다(미국 발매일은 12월 21일). 이 앨범은 영국 앨범 차트 1위를 기록하였고 약 60만장의 판매고를 올렸다. 1986년, 샤데이는 그래미 어워드 2개 부문 후보에 올라 신인상을 수상하였다.
몇 년의 공백을 가지고 1988년 5월 14일 샤데이는 3집 《Stronger Than Pride》를 발매하였다(미국 발매일은 6월 4일). 앨범은 영국 차트 3위를 기록하였고 약 30만장의 판매고를 기록하였다. 첫 싱글인 〈Paradise〉는 영국 싱글 차트 Top 30, 미국 싱글 차트 Top 20을 기록하였다.

### 1990년대
또 한번의 공백기를 지나 샤데이는 1992년 11월 11일 영국에서 그들의 4번째 정규 앨범 《Love Deluxe》를 발매하였다(미국 발매일은 11월 21일). 앨범은 미 빌보드 앨범 차트 3위를 기록, 이후 103주간 차트에 머무는 기염을 토하며 현재까지 미국 내에서만 약 400만장의 판매량을 기록하였다. 1993년, 밴드는 아카데미상 수상작인 영화 필라델피아에 삽입된 펄시 메이필드 노래의 리메이크 "Please Send Me Someone to Love"을 녹음하였다. 이듬해인 1994년, 샤데이는 영화 《Indecent Proposal》에 삽입된 앨범 내 동명의 싱글 〈No Ordinary Love〉로 1994년 그래미 어워드 최우수 듀오/그룹 R&B 부문을 수상하였다. 11월에는 첫 베스트 앨범인 《The Best of Sade》를 발매하였다. 앨범은 빌보드 앨범 차트 9위에 진입하였고 미국 내에서만 400만장이 팔려 나가는 등 전 세계적인 성공을 거두었다.

### 2000년대
3집 이후 약 6년의 긴 공백기를 가진 샤데이는 2000년 10월 MOBO 어워즈 시상식에서 공연하며 컴백했다. 얼마 후인 11월 13일 대망의 5집이 발매되었다. 8년만의 새 앨범 《Lovers Rock》는 미국 내에서 300만장 이상의 판매고를 기록하고 2002년 그래미 어워드 최우수 팝 보컬 앨범상을 수상하는 등 그들의 인기가 예전 못지 않음을 증명하였다.
샤데이는 2001년 미국에서 펼쳐진 5집 Lovers Rock 라이브 투어의 실황을 담아낸 라이브 앨범 "Lovers Live"를 발매하였다.

### 2010년대
팬들이 고대하던 10년 만의 첫 싱글 〈Soldier of Love〉가 2009년 12월 8일 미리 발매되어 미 빌보드 핫 R&B/Hip-Hop 싱글 차트 6위, Smooth Jazz Airplay차트 1위를 기록하는 성공을 거두었고 이듬해, 싱글 동명의 앨범 《Soldier of Love》가 2010년 2월 8일 전 세계적으로 발매되었다. 샤데이는 변치 않는 쿨한 음악과 프론트 우먼 샤데이 아두의 미모로 또 다시 스포트라이트를 받으며 그리스, 벨기에, 스웨덴, 스위스, 이탈리아, 체코, 포르투갈, 폴란드 헝가리 등지에서 차트 1위를 기록하였고 미국에서는 앨범 발매 첫주에 무려 502,000장을 팔아치우며 빌보드 앨범차트 1위로 차트에 가뿐히 안착하여 3주 동안 정상의 자리를 지켰다. 샤데이 6번째 정규 앨범 《Soldier of Love》는 현재까지 미국 내에서만 약 130만장 팔려나가며 빌보드 앨범 차트 상반기 결산 1위에 올라있다.

## 멤버
- Sade Adu: 보컬, 작곡, 작사
- Stuart Matthewman: 기타, 색소폰, 작곡
- Paul Spencer Denman: 베이스 기타, 작곡
- Andrew Hale: 키보드, 작곡

## 디스코그래피

### 정규 앨범
| 1984                                         | Diamond Life - 1집 - 발매일: 1984년 7월 28일 - 라벨: Epic 레코드        | 5 | 3 | 2  | 1  | 1 | 19 | 1  | 1 | 19 | - 미국: 4× Platinum - 영국: 4× Platinum - 캐나다: 2× Platinum - 독일: Platinum - 프랑스: 2× Platinum |
| 1985                                         | Promise - 2집 - 발매일: 1985년 11월 16일 - 라벨: Epic 레코드            | 1 | 1 | 1  | 2  | 3 | 4  | 6  | 1 | 6  | - 미국: 4× Platinum - 영국: 2× Platinum - 캐나다: 2× Platinum - 독일: Platinum - 프랑스: Platinum    |
| 1988                                         | Stronger Than Pride - 3집 - 발매일: 1988년 5월 14일 - 라벨: Epic 레코드 | 7 | 3 | 3  | 4  | 4 | 2  | 6  | 2 | 7  | - 미국: 3× Platinum - 영국: Platinum - 캐나다: Platinum - 독일: Gold - 프랑스: 2× Platinum           |
| 1992                                         | Love Deluxe - 4집 - 발매일: 1992년 11월 11일 - 라벨: Epic 레코드        | 3 | 2 | 10 | 14 | 1 | 7  | 11 | 6 | —  | - 미국: 4× Platinum - 영국: Gold - 캐나다: Platinum - 독일: Gold - 프랑스: Platinum                  |
| 2000                                         | Lovers Rock - 5집 - 발매일: 2000년 11월 14일 - 라벨: Epic 레코드        | 3 | 2 | 18 | 4  | 4 | 2  | 5  | 6 | 5  | - 미국: 3× Platinum - 영국: Gold - 캐나다: 2× Platinum - 독일: Platinum                              |
| 2010                                         | Soldier of Love - 6집 - 발매일: 2010년 2월 8일 - 라벨: Epic 레코드      | 1 | 1 | 4  | 2  | 1 | 1  | 2  | 1 | 7  | - 미국: Platinum - 캐나다: Platinum - 독일: Gold - 프랑스: Platinum                                  |
| "—"는 차트 순위에 들지 못한 것을 의미합니다. |                                                                         |   |   |    |    |   |    |    |   |    | |

정규 앨범
- 1984: Diamond Life
- 1985: Promise
- 1988: Stronger Than Pride
- 1992: Love Deluxe
- 2000: Lovers Rock
- 2010: Soldier of Love

비정규 앨범
- 1992: Remix Deluxe
- 1994: The Best of Sade
- 2002: Lovers Live

### 비정규 앨범
| 연도 | 앨범 정보                                                                                | 최고 순위 | 최고 순위 | 최고 순위 | 최고 순위 | 최고 순위 | 최고 순위 | 최고 순위  | 최고 순위 | 최고 순위 | Certifications                                                                         |
| 연도 | 앨범 정보                                                                                | 미국      | 미국 R&B  | 영국      | 독일      | 프랑스    | 스웨덴    | 오스트리아 | 스위스    | 노르웨이  | Certifications                                                                         |
| ---- | ---------------------------------------------------------------------------------------- | --------- | --------- | --------- | --------- | --------- | --------- | ---------- | --------- | --------- | -------------------------------------------------------------------------------------- |
| 1994 | The Best of Sade - 베스트 앨범 - 발매일: 1994년 11월 12일 - 라벨: Epic 레코드 - 포맷: CD | 9         | 7         | 6         | 15        |           | 7         | 9          | 11        | 12        | - 미국: 4× Platinum - 영국: Platinum - 캐나다: Platinum - 독일: Gold - 프랑스: 2× Gold |
| 2002 | Lovers Live - 라이브 앨범 - 발매일: 2002년 2월 5일 - 라벨: Epic 레코드 - 포맷: CD, DVD   | 10        | 5         | 51        | 41        | 36        | 50        | 40         | 27        | 25        | - 미국: Gold - 독일: Gold                                                              |

## 싱글
| 1984                                         | "Your Love Is King"[A]                   | 6   | 7  | —  | —  | —  | 54  | 35 | 8  | —  | Diamond Life        |
| 1984                                         | "When Am I Going to Make a Living"       | 36  | 28 | —  | —  | 12 | —   | —  | —  | —  | Diamond Life        |
| 1984                                         | "Hang on to Your Love"                   | —   | —  | —  | —  | 28 | 102 | 14 | —  | —  | Diamond Life        |
| 1984                                         | "Smooth Operator"[B]                     | 19  | 17 | 11 | 9  | 19 | 5   | 5  | 1  | —  | Diamond Life        |
| 1985                                         | "The Sweetest Taboo"                     | 31  | 11 | 28 | 30 | 14 | 5   | 3  | 1  | —  | Promise             |
| 1986                                         | "Never as Good as the First Time"        | 89  | 29 | 65 | —  | 35 | 20  | 8  | 6  | —  | Promise             |
| 1986                                         | "Is It a Crime"                          | 49  | 21 | 57 | 46 | 32 | —   | 55 | —  | —  | Promise             |
| 1988                                         | "Love Is Stronger Than Pride"            | 44  | 28 | 51 | 36 | 18 | —   | —  | —  | —  | Stronger Than Pride |
| 1988                                         | "Paradise"                               | 29  | —  | —  | 38 | 26 | 16  | 1  | 3  | —  | Stronger Than Pride |
| 1988                                         | "Nothing Can Come Between Us"            | 92  | —  | —  | —  | —  | —   | 3  | 21 | —  | Stronger Than Pride |
| 1988                                         | "Turn My Back on You"                    | —   | —  | —  | —  | —  | —   | 12 | —  | —  | Stronger Than Pride |
| 1992                                         | "No Ordinary Love"                       | 14  | —  | 43 | 20 | 19 | 28  | 9  | 14 | —  | Love Deluxe         |
| 1992                                         | "Feel No Pain"                           | 56  | —  | 80 | —  | —  | —   | 59 | —  | —  | Love Deluxe         |
| 1993                                         | "Kiss of Life"                           | 44  | —  | 88 | —  | —  | 78  | 10 | 20 | —  | Love Deluxe         |
| 1993                                         | "Cherish the Day"                        | 53  | —  | —  | —  | —  | 116 | 45 | —  | —  | Love Deluxe         |
| 2000                                         | "By Your Side"                           | 17  | 29 | 67 | —  | —  | 75  | 41 | 18 | —  | Lovers Rock         |
| 2001                                         | "King of Sorrow"                         | 59  | —  | —  | —  | —  | 101 | —  | —  | —  | Lovers Rock         |
| 2002                                         | "Somebody Already Broke My Heart" (live) | —   | —  | —  | —  | —  | —   | —  | —  | —  | Lovers Live         |
| 2010                                         | "Soldier of Love"                        | 123 | —  | —  | 37 | —  | 52  | 6  | —  | 1  | Soldier of Love     |
| 2010                                         | "Babyfather"                             | —   | —  | —  | —  | —  | —   | 53 | —  | 10 | Soldier of Love     |
| 2010                                         | "The Moon and the Sky"                   | —   | —  | —  | —  | —  | —   | 81 | —  | 11 | Soldier of Love     |
| "—"는 차트 순위에 들지 못한 것을 의미합니다. |                                          |     |    |    |    |    |     |    |    |    |                     |

Notes
- A^ 1985년 미국 발매; "Smooth Operator" 다음 싱글
- B^ 1985년 미국 발매